# Bräunliche Flechteneule
Die Bräunliche Flechteneule (Bryophila ravula) ist ein Schmetterling (Nachtfalter) aus der Familie der Eulenfalter (Noctuidae).

## Merkmale

### Falter
Die Flügelspannweite der Falter bei der Nominatform Bryophila ravula ravula beträgt 24 bis 30 Millimeter. Ihre Vorderflügel sind schmal, zeigen eine dunkelgraue bis rotbraune Grundfarbe und weisen gleich hinter der meist undeutlichen Nierenmakel eine dunkelbraune bis schwarze Querlinie auf. Die Nierenmakel selbst befindet sich oftmals in einem braunen Band, welches sich von einem geringfügig helleren, nahe am Flügelansatz gelegenen abhebt. Bei der besonders schmalflügeligen ssp. Bryophila ravula grisescens ist die Grundfarbe zumeist grau. Deren Flügelspannweite beträgt 23 bis 26 Millimeter. Die ssp. Bryophila ravula ereptriculoides ist hingegen breitflügeliger und besitzt eine Flügelspannweite von 23 bis 28 Millimeter. Sie zeigt außerdem zuweilen Aufhellungen im Bereich der Basalregion und am Apex. Die zeichnungslosen Hinterflügel aller Formen haben eine graubraune Farbe.

### Raupe
Jüngere Raupen sind graublau gefärbt und haben orange Streifen, die sich bei älteren Tieren in Flecke auflösen. Sie zeigen außerdem große, schwarze Punktwarzen.

### Ähnliche Arten
- Graue Schildflechteneule (Bryophila raptricula)
- Dunkelgrüne Flechteneule (Cryphia algae)
- Braungraue Flechteneule (Cryphia fraudatricula)
- Bryophila ereptricula

Da sich die Flechteneulenarten oftmals sehr ähneln, ist eine zuverlässige Zuordnung in vielen Fällen nur durch eine genitalmorphologische Untersuchung möglich.

## Geographische Verbreitung und Vorkommen
Die Bräunliche Flechteneule ist von Nordafrika über die Iberische Halbinsel, Frankreich und die Schweiz bis nach Deutschland verbreitet. Bevorzugter Lebensraum sind warme Felshänge und Weinbaugebiete.

## Lebensweise
Die Falter sind nachtaktiv, fliegen von Juni bis August und leben sehr unauffällig. Sie sitzen tagsüber gern an mit Flechten bewachsenen Felsen oder Mauern und besuchen nachts künstliche Lichtquellen. Die Raupen  leben ab September, überwintern und verpuppen sich im Mai des folgenden Jahres. Sie ernähren sich von verschiedenen Flechtenarten insbesondere der Gattung Caloplaca. Tagsüber ruhen sie für gewöhnlich in einer selbst gefertigten Wohnhöhle, die gerne in Mauerritzen angelegt wird.

## Gefährdung
In Deutschland kommt die Bräunliche Flechteneule nur in einigen südlichen und westlichen  Bundesländern vor und wird auf der Roten Liste gefährdeter Arten in Kategorie 3 (gefährdet) eingestuft.

## Unterarten
- Bryophila ravula ravula (Hübner, 1813)
- Bryophila ravula grisescens (Oberthür, 1918)
- Bryophila ravula ereptriculoides (Boursin, 1952)